# Fundación Giorgio Cini
La Fundación Giorgio Cini es una fundación cultural instituida el 20 de abril de 1951 en memoria del conde Giorgio Cini, fallecido en accidente aéreo en 1949.
La Fundación Giorgio Cini fue instituida por el empresario y conde Vittorio Cini y su esposa la actriz Lyda Borelli, en memoria de su hijo Giorgio. La isla de San Giorgio Maggiore había sido muy degradada desde la desamortización eclesiástica iniciada por Napoleón Bonaparte, permaneciendo casi ciento cincuenta años de ocupación militar; así el objetivo inicial de los Cini fue restaurar la isla buscando su reinserción en la vida de Venecia y hacer un centro internacional de actividades culturales.
"La Fundación tiene como objetivo promover la restauración del complejo monumental de la isla de San Giorgio Maggiore, y para facilitar el establecimiento y desarrollo en el territorio de sus actividades educativas, sociales, culturales y artísticas, si es necesario con la cooperación de los pueblos existentes ".
La importancia de la empresa, una de las mayores del siglo XX- como iniciativa privada - es testimonial, no solo por la inversión inicial para la restauración, por las manifestaciones patrocinadas y organizadas y por el patrimonio, especialmente artístico, que se conserva en la Fundación sobre la Isla desde 1984 y también en la Galería del Palacio Cini de San Vio.
La Fundación, además de sus investigaciones, exposiciones, conferencias, espectáculos y conciertos, acoge conferencias y reuniones de especialistas pertenecientes a organizaciones científicas y culturales y es la sede de iniciativas de alto nivel en el ámbito de las relaciones internacionales (reuniones del G7 en 1980 y 1987).
La presencia de destacados intelectuales y artistas, así como personalidades de la política y la economía y la preservación de la memoria por los académicos e invitados que han visitado son una prueba más del papel de la Fundación Giorgio Cini. 

## Institutos
Una de las características de la estructura de la Fondazione Giorgio Cini, desde su nacimiento, es su división en Institutos; estos canalizan la amplia variedad de intereses en los campos de la investigación y de las publicaciones científicas. en la actualidad los Institutos que se encuentran activos:
- Instituto de la Historia del Arte
- Instituto de Historia de la Sociedad y del Estado de Venecia
- Instituto de Música
- Instituto Italiano Antonio Vivaldi
- Instituto Intercultural de Estudios de Música comparados
- Centro de investigación en fuentes documentales de la vida musical europea
- Centro de Estudios para la búsqueda documental sobre el teatro y la ópera europea

## El Instituto de Historia del Arte
Por número de iniciativas y publicaciones, la riqueza de las colecciones y fondos que lo componen, el Instituto de Historia del Arte es el mayor entre los institutos activos en la Fondazione Giorgio Cini. Fue fundado en 1954 tras un acuerdo entre la Fundación Giorgio Cini y la Universidad de Padua. El primer director del Instituto fue el catedrático de Historia del Arte de la Universidad de Padua, Giuseppe Fiocco. Entre otras iniciativas, además de la publicación de importantes trabajos científicos sobre la historia del arte veneciano, y la organización de conferencias internacionales, debemos recordar las exposiciones, se centran en el arte de Venecia.
La Fundación Cini posee una de las colecciones más importantes en el mundo de los estudios e investigaciones del pintor veneciano Giambattista, con archivos y catálogos razonados, que realiza estudios de investigación y promueve un alto valor científico e investigación artística e histórica.

## Publicaciones
Entre las actividades del Instituto de Historia del Arte recordar la importante publicación de revistas especializadas, puntos de referencia para el arte de Venecia:
- "Arte Veneta"
- "Saggi e Memorie di Storia dell'Arte" (Ensayos y Memorias de la Historia del Arte)

## La biblioteca
La colección de la biblioteca de historia del arte, que contiene más de 150000 volúmenes y 800 publicaciones periódicas, de las cuales 200 están al día, es una de las más ricas bibliotecas especializadas en historia del arte de una institución italiana, segunda solo por detrás de la Biblioteca de Arqueología e Historia del Arte en el Palazzo Venezia de Roma (BiASA)- que también colecciona libros sobre arqueología - y sin duda la mayor colección sobre arte y la civilización de Venecia. Se encuentra en la isla de San Giorgio Maggiore y en 2010 se abrió al público la Manica Lunga, diseñado por Michele De Lucchi, con gran parte del material disponible en estanterías abiertas para su libre consulta, en un conjunto que se integra con la colección del siglo XVII de Baldassare Longhena.

## Exposiciones
- Amadeo Modigliani: Colección de Jeanne Hébuterne. octubre de 2000.[2][3]
- Tiepolo. Ironia e comico (Tiepolo: La ironía y la comedia - 2004)
- Rosalba Carriera. "Prima pittrice de l'Europa" (enlace roto disponible en Internet Archive; véase el historial, la primera versión y la última). Rosalba Carriera.. "Prima pittrice de l'Europa" (Primera pintora de Europa -2007)
- Teste di fantasia del Settecento veneziano (enlace roto disponible en Internet Archive; véase el historial, la primera versión y la última). (2007)
- Sebastiano Ricci. Il trionfo dell'invenzione nel Settecento veneziano (Sebastiano Ricci: El triunfo de la invención en el siglo XVIII veneciano - 2010)
- Le Arti di Piranesi: architetto, incisore, antiquario, vedutista, designer (El arte de Piranesi: arquitecto, grabador, anticuario, paisajista, diseñador - 2010)